# Ahmet Pezuk
Ahmet Pezuk est un joueur turc de volley-ball né le 8 juin 1987. Il mesure 2,03 m et joue réceptionneur-attaquant.

## Clubs
| Club           | Pays    | De        | À         |
| -------------- | ------- | --------- | --------- |
| Galatasaray SK | Turquie | 2007-2008 | 2008-2009 |